# Ромераль
Ромераль (исп. Romeral) — посёлок в Чили. Административный центр одноимённой коммуны. Население — 3675 человек (2002). Посёлок и коммуна входит в состав провинции Курико и области Мауле.
Территория — 1 597 км². Численность населения — 15 187 жителя (2017). Плотность населения — 9,51 чел./км².

## Расположение
Посёлок расположен в 70 км на северо-восток от административного центра области города Талька и в 9 км на восток от административного центра провинции города Курико.
Коммуна граничит:
- на севере — c коммунами Тено и Сан-Фернандо
- на востоке — с провинцией Мендоса (Аргентина)
- на юго-западе — c коммуной Курико
- на западе — c коммуной Курико

## Демография
Согласно сведениям, собранным в ходе переписи 2017 г Национальным институтом статистики (INE), население коммуны составляет:
| Полное население                          | Полное население                          | Полное население                          | Полное население                          | Полное население                          | 15 187 |
| ----------------------------------------- | ----------------------------------------- | ----------------------------------------- | ----------------------------------------- | ----------------------------------------- | ------ |
| в том числе:                              | Городское население                       | 6 529                                     | Процент городского населения, %           | 42,99                                     |        |
|                                           | Сельское население                        | 8 658                                     | Процент сельского населения, %            | 57,01                                     |        |
|                                           | Мужское население                         | 7 624                                     | Процент мужского населения, %             | 50,20                                     |        |
|                                           | Женское население                         | 7 563                                     | Процент женского населения, %             | 49,80                                     |        |
| Плотность населения, чел/км²              | Плотность населения, чел/км²              | Плотность населения, чел/км²              | Плотность населения, чел/км²              | Плотность населения, чел/км²              | 9,51   |
| Население коммуны в % к населению области | Население коммуны в % к населению области | Население коммуны в % к населению области | Население коммуны в % к населению области | Население коммуны в % к населению области | 1,45   |